# Дім дивних дітей
«Дім дивних дітей» (англ. Miss Peregrine's Home for Peculiar Children) — роман американського письменника і сценариста Ренсома Ріґґза 2011 року. Всього є 6 книжок з цієї серії на даний момент (станом на 2022 рік) 
Частини за порядком: 1. "Дім дивних дітей" (2011) 2. "Місто порожніх" (2014) 3. "Бібліотека душ" (2015) 4. "Карта днів" (2018) 5. "Пташині збори" (2020) 6. "Спустошення Диявольського Акра" (2021)
Жанр: підліткова темна фентезі, жахи й містика.

## Автор про книгу
В одному з інтерв'ю Ренсом Ріґґс каже нам таке:
|  | «Дім дивних дітей» — химерна маленька книжка з чорно-білими світлинами. Книга про подорож у часі, дітей, здатних на чарівні речі, та про жахливих чудовиськ. <...> А справжнім завданням першої частини — створення будови цього світу, введення концепції світу з безліччю часових контурів та дивних дітей. |

## Фотографії
Стимулом для написання книги слугували фотографії, що Ренсом Ріґґс знаходив на барахолках. І коли він зібрав пристойну колекцію, в нього й виникла ідея книг. Ось що про це каже сам письменник:
|  | Чим більше в мене з'являлося нових світлин, тим більше я починав вигадувати до них розповіді. Я спіймав себе на думці, що щось у цьому є. А видавець, в якого я працював, займається зоровими речами — публікує візуально-орієнтовані книги. Таким чином, з такою ідеєю я прийшов до видавництва «Квірк Букс» і сказав, що в мене вимальовується роман, або ж якийсь там календар... Видавець погодився, що роман цілком можливий і дозволив мені піти цим шляхом. І це чудово. |

## Сюжет
Джейкобів дідусь з дитинства розповідав йому дивні історії про чудовиськ, таємничий острів та про дивних мешканців цього далекого краю. Він вірив у них доти, поки усі навколо не почали його переконувати, що це лише вигадки, що чудовиська — це нацисти, острів з будинком — дитячий будинок для біженців, а його мешканці — євреї. Але в одну мить все його життя змінюється. Одного вечора він знайшов свого дідуся мертвим у лісі, а коли підняв голову то перед своїми очима побачив страшне обличчя із багатьма язиками — те саме чудовисько із дідусевих розповідей.
За порадою психіатра, Джейкоб зі своїм батьком відвідав той самий острів, про який розповідав дідусь. Там він знайшов руїни дитячого будинку, а від місцевих жителів дізнався, що під час Другої світової війни острів бомбардували і одна бомба влучила в цей будинок, тому усі його жителі загинули.
Одного дня, на згарищі старого будинку, Джейкоб побачив дівчину із старих дідусевих фотографій. Вона злякалася і кинулася тікати через болота, а Джейкоб помчав за нею назирці. Емма (так звали дівчинку) чкурнула у курган і хлопець забіг за нею, але дівчини там уже не було. Здивований цим фактом, адже вихід звідти був лиш один, Джейкоб вирішив усе покинути та повернутися до готелю, де його чекав батько. Та коли він прийшов, то не знайшов ані свого батька, ані своїх речей, ані знайомих облич, а замість машин по вулиці їздили вози. Він потрапив до 3 вересня 1940 року.
Згодом його спіймала та сама дівчина і відвела до будинку дивних дітей, де директором була пані Сапсан (імбрина, що могла перетворюватися на птаха). Джейкоб потрапив у часовий контур, який створила Сапсан, аби діти були у безпеці. Кожного дня він повертався до цього дивовижного місця, отримував відповіді на свої запитання і врешті-решт закохався в Емму. Джейкоб дізнався, що кожен із цих дітей має унікальні таланти, в тому числі й він. Він, як і його дідусь, бачив чудовиськ — порожняків (всі решта могли бачити лиш їхні тіні). Через деякий час Джейкоб дізнався, що усе його життя за ним стежили ті тварюки, чекаючи поки він проведе їх до часового контуру. Так і сталося. Йому та дивним дітям довелося власноруч боротися із чудовиськами, а коли вони їм протистояли, витвір (трансформований порожняк, який стає людиною з очима без зіниць після поїдання достатньої кількості дивних дітей) викрав пані Сапсан та пані Шилодзьобку. Дітям вдалося врятувати свою директорку, але її подругу ні, тварюки забрали її. Під час усіх цих подій часовий контур роз'явився, і пані Сапсан не змогла перетворитися на людину, аби допомогти своїм вихованцям.
Діти вирішили вирушити до інших часових контурів, аби попередити про небезпеку та попросити про допомогу.
На цьому історія першої книги завершується.

## Список дивних дітей
- Джейкоб Портман — головний персонаж, може бачити порожняків — чудовиськ, що полюють на дивних людей;
- Бронвін Брантлі — дівчина, наділена надзвичайною фізичною силою. Сестра покійного Віктора Брантлі;
- Клер Денсмор — дівчина із золотими кучерями. Має ще одного рота на потилиці, яким споживає їжу;
- Емма Блум — дівчина, що може власними руками робити вогонь, колись мала почуття до Джейкобового діда;
- Єнох О'Коннор — хлопець, що на короткий проміжок часу може оживляти мертвих істот, в тому числі й людей;
- Горацій Сомнуссон — хлопчик, який потерпає від пророчих видінь і снів;
- Фіона Фрауенфельд — дівчина, з незвичайним хистом змушувати рослини рости;
- Г'ю Епістон — хлопчик, в животі якого живе цілий рій бджіл;
- Мілард Нагінс — невидимий хлопчик, дослідник усього незвичайного;
- Оливка Аброхолос — дівчинка, яка легша за повітря;
- Віктор Брантлі — надзвичайно сильний хлопчик. Брат Бронвін Брантлі.
- Альма Лефей Сапсан — імбрина, маніпулятор часу, директорка дому дивних дітей.
- Есмеральда Шилодзьобка — імбрина, на чий контур вчинили набіг зіпсовані.

## Екранізація
2014 року було анонсовано зйомки екранізації книги. Режисер — Тім Бертон. Прем'єра фільму в Україні відбулася 6 жовтня 2016 року.

## Переклади українською
- Ренсом Ріґґз. Дім дивних дітей.

Переклад з англійської: Володимир Горбатько. — Харків : Книжковий клуб «Клуб сімейного дозвілля», 2012. — С. 432. — ISBN 978-966-14-3877-3.
- Ренсом Ріґґз. Місто порожніх. Втеча з дому дивних дітей.

Переклад з англійської: Олена Любенко. — Харків : Книжковий клуб «Клуб сімейного дозвілля», 2014. — С. 464. — ISBN 978-966-14-7674-4.
- Ренсом Ріґґз. Бібліотека душ. Немає виходу з дому дивних дітей.

Переклад з англійської: Олена Любенко. — Харків : Книжковий клуб «Клуб сімейного дозвілля», 2016. — С. 480. — ISBN 978-617-12-0839-1.
- Ренсом Ріґґз. Карта днів.

Переклад з англійської: Василь Чумак. — Харків : Книжковий клуб «Клуб сімейного дозвілля», 2019. — С. 512. — ISBN 978-617-12-6305-5.
- Ренсом Ріґґз. Пташині збори.

Переклад з англійської: Віра Кучменко. — Харків : Книжковий клуб «Клуб сімейного дозвілля», 2020. — С. 336. — ISBN 978-617-12-7674-1.
- 23 лютого 2021 року відбувся вихід шостої книги під назвою The Desolations of Devil's Acre.